# (7373) Stashis
(7373) Stashis est un astéroïde de la ceinture principale.

## Description
(7373) Stashis est un astéroïde de la ceinture principale. Il fut découvert le 27 août 1979 à Naoutchnyï par Nikolaï Tchernykh. Il présente une orbite caractérisée par un demi-grand axe de 3,16 UA, une excentricité de 0,17 et une inclinaison de 1,5° par rapport à l'écliptique.

## Compléments